# Nikolaevka (Territorio della Kamčatka)
Nikolaevka (in lingua russa Николаевка) è una città di 1 912 abitanti situata nel Territorio della Kamčatka, in Russia.